# Carnaval d'Aoussou

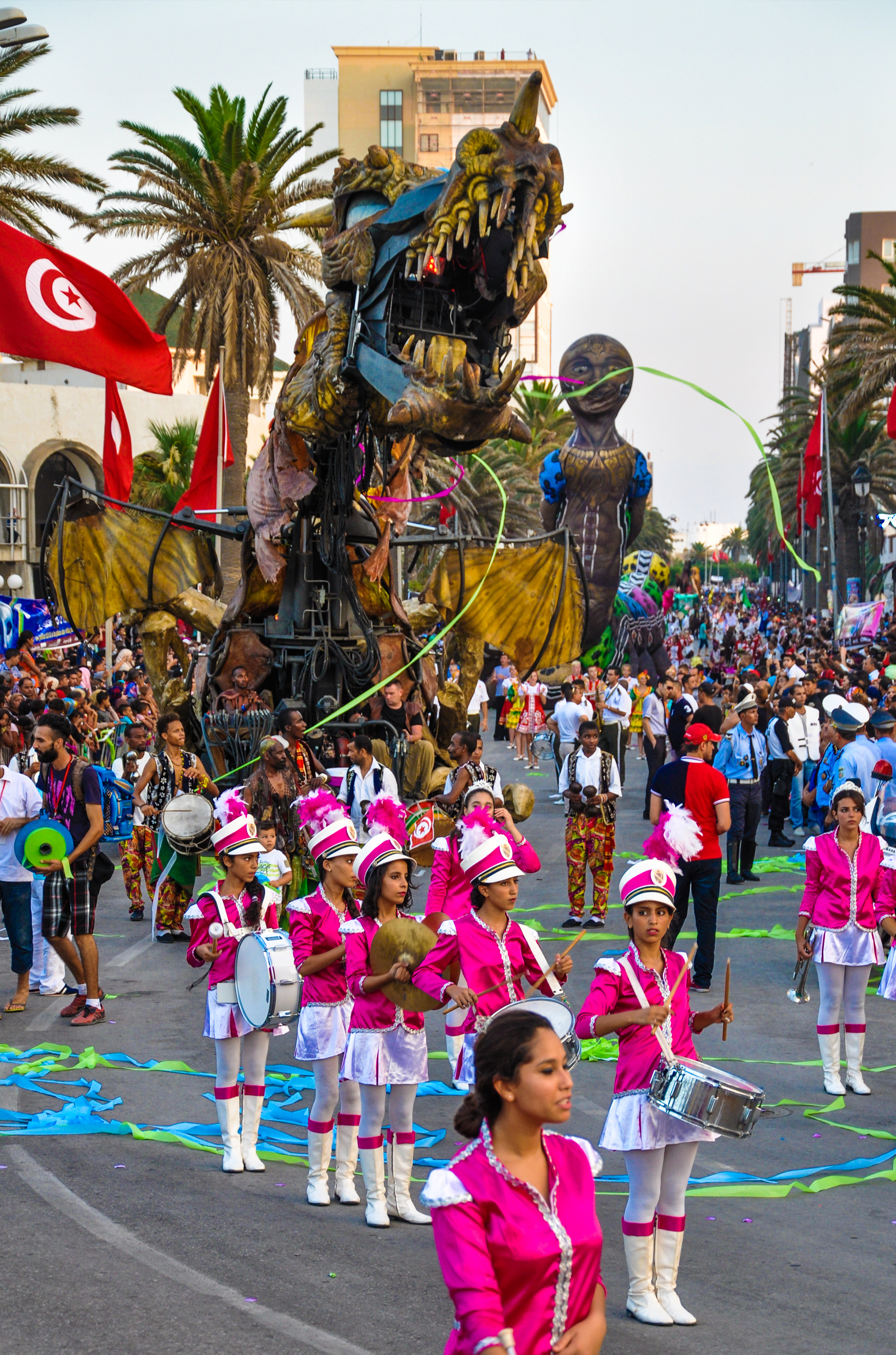
Défilé du carnaval, le 24 juillet 2016.

Le carnaval d'Aoussou est un événement festif et culturel annuel qui se déroule chaque 24 juillet à Sousse en Tunisie.
C'est un défilé composé de chars symboliques, de fanfares et de troupes folkloriques de Tunisie et d'ailleurs qui a lieu près de la plage de Boujaafar, à la veille du début d'Aoussou, terme désignant la canicule du mois d'août selon le calendrier berbère. À l'origine c'est une fête païenne (Neptunalia) célébrant le dieu de la mer, Neptune à l'époque romaine, qui remonte aux Phéniciens : l'appellation d'Aoussou serait une déformation d'Océan. Ce culte s'est métamorphosé avec le temps et a perdu toute connotation religieuse. À l'époque moderne, le festival est récupéré par le pouvoir pour sa propagande politique.
Organisé par l'Association du carnaval d'Aoussou, sa première session a lieu en 1958 et sa dernière session sous la présidence de Zine el-Abidine Ben Ali, la 52e, a lieu en 2010. Après une interruption en 2011, le ministère de la Culture annonce le retour du festival en 2014. Annulé en 2014 pour des raisons organisationnelles et financières, le festival revient en 2015,.